# Holger Drachmann
Holger Henrik Herholdt Drachmann (n. 9 octombrie 1846 - d. 14 ianuarie 1908) a fost un poet, prozator, dramaturg și pictor danez.
Creația sa literara este marcată atât de romantism, cât și de realism și are ca inspirație problemele sociale și viața dură a pescarilor și marinarilor.

## Opera

### Poezie
- 1872: Poezii ("Digte");
- 1875: Melodii în surdină ("Dømpede Melodien");
- 1877: Cântece de pe țărmul mării ("Sange ved havet");
- 1879: Vițe și trandafiri ("Ranke og Roser");
- 1879: Tinerețea în poezie și în cântec ("Ungdom i digt og sang");
- 1889: Cartea cântecelor ("Sangenes bog");
- 1904: Biserică și orgă ("Kirke og orgel").

### Povestire
- 1875: În furtună și liniște ("I storm og stille");
- 1878: Pe onoarea și credința marinarului ("På sømands tro og love").

### Roman
- 1890: Prescris ("Forskrevet"), autobiografie.

### Dramă
- 1878: Prințesa și jumătate din împărăție ("Prinsessen og det halve kongerige");
- 1880: La răsărit de soare și la apus de lună ("Østen for Sol og Vesten for Måne");
- 1885: A fost odată ("Der var engang");
- 1894: Vølund, fierarul ("Vølund smed").